# べらんめぇ! 伊達男
『べらんめぇ!伊達男』（べらんめぇ! - ）は、シブがき隊の楽曲で、12枚目のシングル。1984年10月3日に発売。

## 解説
1984年の5枚目のシングル。「100万粒の涙」は牛乳石鹼のコマーシャルソングに使用された。

## 収録曲
1. べらんめぇ!伊達男
作詞：森雪之丞
作曲・編曲：水谷竜緒
2. 100万粒の涙
作詞：売野雅勇
作曲・井上大輔
編曲：井上大輔・鷺巣詩郎